# Pierre-François Basan
Pierre-François Basan, född 23 oktober 1723 och död 12 februari 1797, var en fransk kopparstickare och konstförläggare.
Basan tecknade avbildningar efter äldre konstnärer, och grundade ett konstförlag i Paris, där flera av samtidens främsta gravörer anställdes. Basan är representerad vid bland annat Nationalmuseum i Stockholm.